# Team Polti VisitMalta
Team Polti VisitMalta (UCI kód: PTV) je italský cyklistický UCI ProTeam se základnou ve Španělsku, jenž vznikl v roce 2018.
Týmová základna je ve městě Pinto ve Španělsku. Tým je sponzorován organizací Fundación Contador řízenou Albertem Contadorem. Tým vznikl v roce 2018 jako UCI Continental tým jako doplňující tým pro tým Trek–Segafredo a v roce 2021 získal s novým sponzorem Eolo také UCI ProTeamovou licenci, díky níž se tým poprvé zúčastnil Grand Tour, a to Gira d'Italia na divokou kartu.

## Soupiska týmu
K 1. lednu 2024
- Davide Bais (ITA) (* 2. dubna 1998)
- Mattia Bais (ITA) (* 19. října 1996)
- Davide De Cassan (ITA) (* 4. ledna 2002)
- Paul Double (GBR) (* 25. června 1996)
- Matteo Fabbro (ITA) (* 10. dubna 1995)
- Erik Fetter (HUN) (* 5. dubna 2000)
- Andrea Garosio (ITA) (* 6. prosince 1993)
- Germán Darío Gómez (COL) (* 8. března 2001)
- Giovanni Lonardi (ITA) (* 9. listopadu 1996)
- Mirco Maestri (ITA) (* 26. října 1991)
- Álex Martín (ESP) (* 25. ledna 2000)
- David Martín (ESP) (* 19. února 1999)
- Francisco Muñoz (ESP) (* 24. června 2001)
- Manuel Peñalver (ESP) (* 10. prosince 1998)
- Andrea Pietrobon (ITA) (* 11. března 1999)
- Davide Piganzoli (ITA) (* 8. července 2002)
- Jhonatan Restrepo (COL) (* 28. listopadu 1994)
- Javier Serrano (ESP) (* 17. dubna 2001)
- Diego Pablo Sevilla (ESP) (* 4. března 1996)
- Fernando Tercero (ESP) (* 28. prosince 2001)

## Vítězství na šampionátech
2021
 Maďarská časovka, Erik Fetter
2022
 Maďarská časovka, Erik Fetter